# Variomatic
 (juin 2017).
Si vous disposez d'ouvrages ou d'articles de référence ou si vous connaissez des sites web de qualité traitant du thème abordé ici, merci de compléter l'article en donnant les références utiles à sa vérifiabilité et en les liant à la section « Notes et références ».
Variomatic est le nom donné par le constructeur automobile néerlandais DAF à son variateur de vitesse mécanique entièrement automatique, réglable en continu, aussi appelée CVT (de l'anglais: Continuously Variable Transmission) ou variateur de vitesse mécanique. Cette technologie faisait l'originalité de l'ensemble des automobiles produites par DAF. 
Elle a, par la suite équipé quelques automobiles Volvo, à la suite du rachat de la branche véhicule particuliers de DAF.

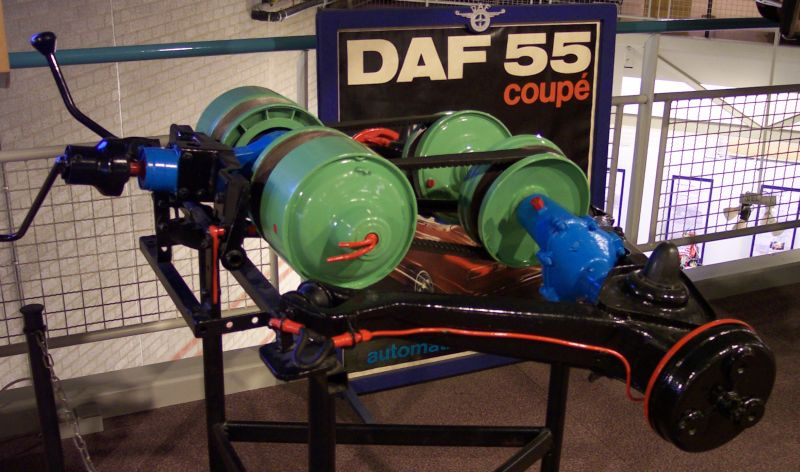
Transmission Variomatic de la Daf 55.

## Principe technique

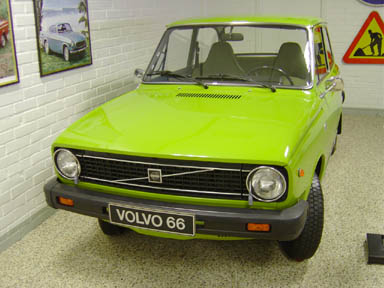
DAF-Volvo 66

La transmission Variomatic est constituée d'un embrayage centrifuge, et de deux poulies coniques, une émettrice (qui reçoit l’énergie de l'embrayage centrifuge) et une réceptrice (qui transmettra l'énergie vers les roues), reliées par une courroie trapézoïdale. 
Les poulies possèdent des gorges à écartement variables, grâce à un système de flasques mobiles. La variation de l'écartement implique un changement continu (sans paliers) du rapport de démultiplication, dite de variation continue. 
Ce changement s'opère par des poids centrifuges, qui migrent vers l'extérieur des cônes en fonction du régime rotatif et forcent ainsi les courroies à migrer vers l'extérieur, donc augmentant ainsi le rayon du disque et démultipliant le rapport de transmission, ce qui permet de réaliser une quantité infinie de rapports de transmission, sans paliers. 
Seules les poulies émettrices possèdent ce système de masses, les poulies réceptrices étant pilotées indirectement par les courroies. En effet les courroies étant considérées de longueur fixes, la variation du diamètre de la poulie émettrice associée impliquera une variation inverse de la poulie réceptrice. La tension de chaque courroie étant assurée par un ressort de rappel sur chaque poulie réceptrice. 
Un mécanisme supplémentaire consiste dans le contrôle du vide d'admission, en fonction de la position de la pédale de gaz. Ce vide est converti par des boîtes à ressorts en une force qui déplace les poulies de manière appropriée.
Un des avantages résultant du principe de rotation des deux disques est de rendre superflu un joint de Cardan ; les courroies permettant une torsion lors de la compression des disques.
Ce système permet d'obtenir le couple optimal du moteur et d'accélérer avec la plus faible consommation de carburant spécifique.

## Offre

### DAF
Les modèles Daf 600 à Daf 55 ne disposaient pas d'un mécanisme de différentiel. Exception faite de la Daf 46 équipée de la transmission des modèles Daf 66 à différentiel mais amputée d'une courroie.
Chaque roue arrière était individuellement entraînée par sa courroie propre et dans les virages, ces courroies glissaient, permettant ainsi une rotation moins rapide d'une roue vis-à-vis de l'autre, à la différence par exemple d'un Différentiel à glissement limité.
Grâce à cette technologie, la DAF peut se conduire à la même vitesse en avant et en arrière.
Des courses en marche arrière eurent lieu aux Pays-Bas avec des DAFs.
Elles impliquèrent cependant des renversements, inévitables après virages.

### Autres
De nos jours, des technologies équivalentes équipent des engins tels que les scooters, quads, VTT ou motoneiges.
Actuellement, les courroies trapézoïdales en caoutchouc sont remplacées par des ceintures ou chaînes à lamelles d'acier.
Ces transmissions ont été développées et offertes par différents fabricants à une échelle restreinte :
- Lineartronic: Subaru
- X-tronic (Jatco): Nissan, Renault
- CVT2 (Jatco) : Dodge
- K CVT, CVT-i, e-CVT (Aisin), Voltec : Toyota, Honda, GM
- INVECS: Mitsubishi
- Multitronic (LuK): groupe VAG
- Autotronic: Mercedes-Benz
- IVT : Hyundai, Kia
- Durashift CVT (ZF): Ford

En sont équipés (liste non exhaustive) :
Ford Fiesta, Ford Focus, Fiat Uno Selecta, Fiat Punto, Lancia Y, Mercedes-Benz Classe A et Classe B, Honda Jazz (~2007), Honda Civic Hybrid et Honda Insight, Toyota Corolla 2006, Nissan Micra K11, Nissan Murano, Nissan Altima, Nissan Juke, Nissan Tiida, Nissan Qashqai, Nissan X-Trail (2014), Mitsubishi Space Star 2012, Dodge Caliber, Renault Scénic III, Renault Mégane III, Subaru Impreza, Subaru Outback, Subaru Forester, Subaru XV, Subaru Levorg, Mini One 2001 et Mini Cooper 2001.
Ces boîtes peuvent se conduire également de façon manuelle via des rapports programmés.
On retrouve également le système Variomatic sur certains cyclomoteurs, tels les Camino de chez Honda[réf. nécessaire].